# Johann Gottfried Kumpf
Johann Gottfried Kumpf (* 9. Dezember 1781 in Klagenfurt; † 21. Februar 1862) war ein Kärntner Arzt und Publizist. Er war Chefredakteur der Zeitschrift Carinthia und Gründer der Kärntnerischen Zeitung.

## Leben und Wirken
Kumpf wurde in Klagenfurt als Sohn eines Bedienten und einer Magd geboren, beide Eltern stammten aus der Oberpfalz. Johann Gottfried konnte das Gymnasium besuchen und studierte ab 1799 in Wien Medizin. 1804 wurde er an der Universität von Pest zum Doktor der Medizin promoviert. In Triest eröffnete er 1805 eine Arztpraxis. Im Herbst 1811 kehrte er nach Klagenfurt zurück. Hier wurde er im Laufe der Jahre Stadtphysikus und Primararzt.
Kumpfs Bedeutung lag allerdings in seiner Rolle als Kulturschaffender in Klagenfurt. Kurz nach seiner Rückkehr, noch 1811 wurde er Redakteur der neu gegründeten Zeitschrift Carinthia, die er bis Ende 1813 als Beilage der Klagenfurter Zeitung herausbrachte. 1817 war Kumpf unter den Gründern des Vereines zur geselligen Unterhaltung; 1818 gründete er die Kärntnerische Zeitung. Kumpf baute eine Sammlung von Römersteinen auf, die er dem Geschichtsverein für Kärnten überließ.
Schriftstellerisch war Kumpf vor allem als Lyriker tätig. Er publizierte seine Gedichte in Castellis Selam, in Aglaja und unter dem Pseudonym Ermin in der Carinthia. Themen sind Naturstimmungen, fromme Betrachtungen, Liebesgedichte und Lobgedichte auf Kärnten.
Als Arzt gründete er einen Verein zur Versorgung der Armen und Kranken. Er war landesfürstlicher Prüfungskommissär an der Klagenfurter medizinisch-chirurgischen Lehranstalt.
Johann Gottfried Kumpf war in erster Ehe seit 1814 mit Caroline von Strohlendorf (1797–1845) verheiratet, in zweiter Ehe ab 1852 mit Ernestine Edle von Findenigg (1823–1894). Aus erster Ehe stammten drei Kinder, die noch zu seinen Lebzeiten verstarben. Kumpf feierte 1854 sein 50-jähriges Doktorjubiläum. Er verstarb am 21. Februar 1862 und wurde in St. Ruprecht bestattet.